# Mistrzostwa Europy w Saneczkarstwie 1935
5. Mistrzostwa Europy w saneczkarstwie 1935 odbyły się w Krynicy-Zdroju. Były to pierwsze mistrzostwa Europy w Polsce. Rozegrane zostały trzy konkurencje: jedynki kobiet, jedynki mężczyzn oraz dwójki mężczyzn. W tabeli medalowej najlepsze były Niemcy.

## Wyniki

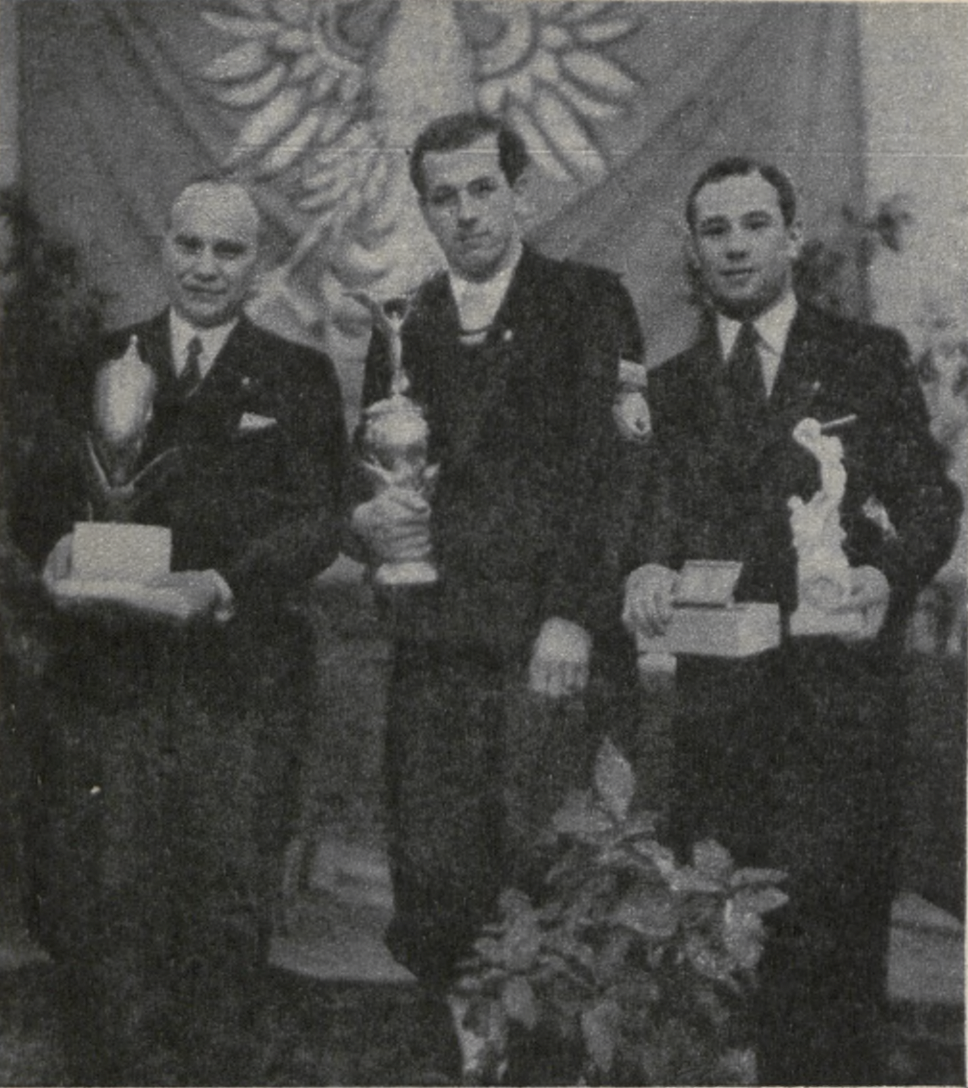
Od lewej: Bronisław Witkowski, Martin Tietze i Maks Enker podczas mistrzostw w Krynicy

### Jedynki kobiet
| Medal | Zawodniczka                 | Narodowość     | Czas | Strata |
| ----- | --------------------------- | -------------- | ---- | ------ |
|       | Hanni Fink                  | Czechosłowacja |      |        |
|       | Liselotte Hopfer            | III Rzesza     |      |        |
|       | Gertrude Porsche-Schinkeová | Czechosłowacja |      |        |

### Jedynki mężczyzn
| Medal | Zawodnik            | Narodowość | Czas | Strata |
| ----- | ------------------- | ---------- | ---- | ------ |
|       | Martin Tietze       | III Rzesza |      |        |
|       | Maks Enker          | Polska     |      |        |
|       | Bronisław Witkowski | Polska     |      |        |

### Dwójki mężczyzn
| Medal | Zawodnicy                  | Narodowość     | Czas | Strata |
| ----- | -------------------------- | -------------- | ---- | ------ |
|       | Walter Feist/Walter Kluge  | III Rzesza     |      |        |
|       | Martin Tietze/Kurt Weidner | III Rzesza     |      |        |
|       | Hans Tauber/Hugo Schöler   | Czechosłowacja |      |        |

## Klasyfikacja medalowa
| Miejsce | Państwo        |   |   |   | Razem |
| ------- | -------------- | - | - | - | ----- |
| 1.      | III Rzesza     | 2 | 2 | 0 | 4     |
| 2.      | Czechosłowacja | 1 | 0 | 2 | 3     |
| 3.      | Polska         | 0 | 1 | 1 | 2     |